# Њу Конкорд (Охајо)
Њу Конкорд (енгл. New Concord) град је у америчкој савезној држави Охајо.

## Демографија
По попису из 2010. године број становника је 2.491, што је 160 (-6,0%) становника мање него 2000. године.
| Група             | 2000.         | 2010.         |
| Белци             | 2.526 (95,3%) | 2.377 (95,4%) |
| Афроамериканци    | 38 (1,4%)     | 30 (1,2%)     |
| Азијати           | 44 (1,7%)     | 26 (1,0%)     |
| Хиспаноамериканци | 24 (0,9%)     | 24 (1,0%)     |
| Укупно            | 2.651         | 2.491         |